# كلاسيكية قديمة

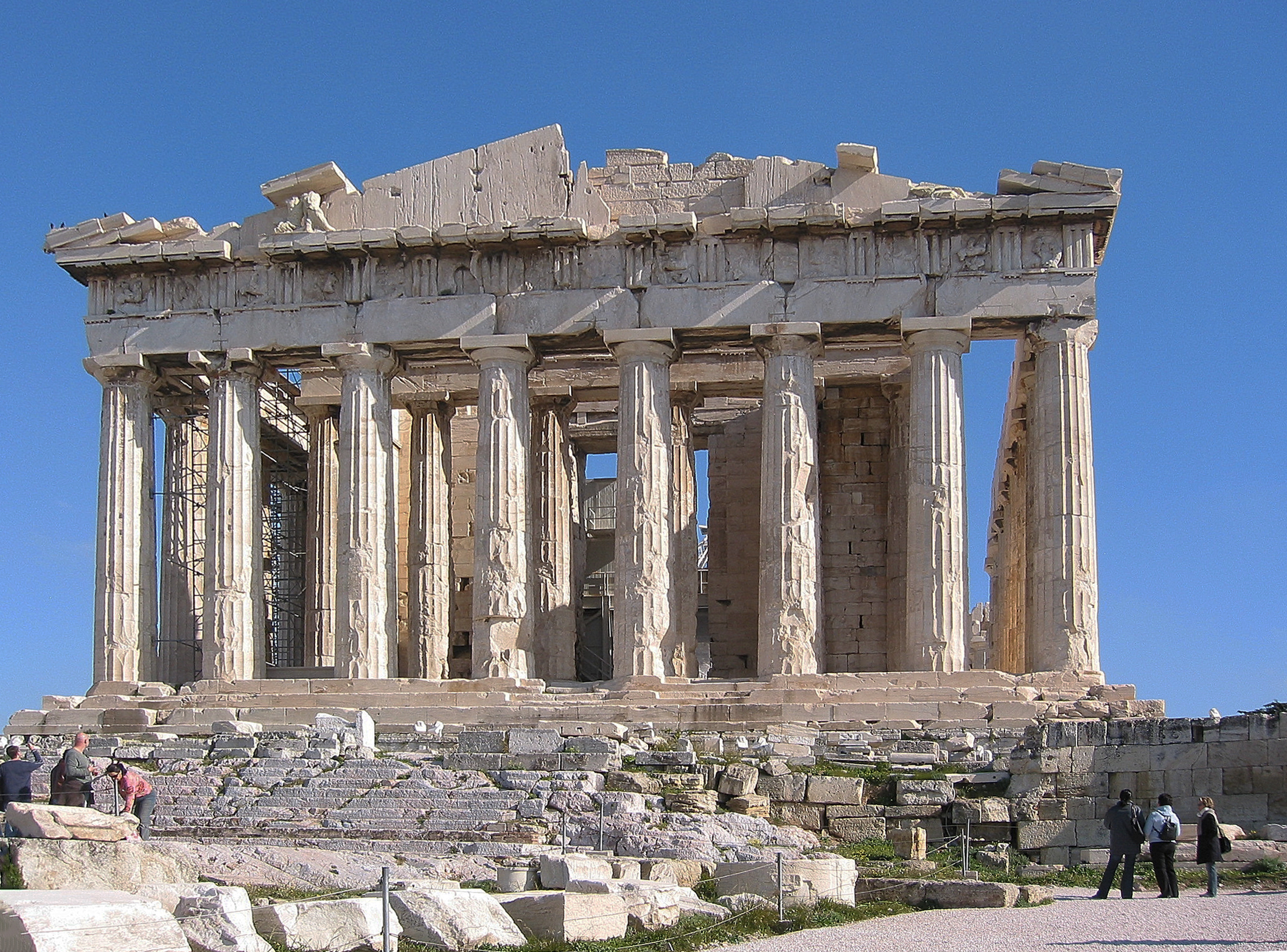
البارثيون هو أحد أهم رموز العصور الكلاسيكية القديمة.

العصور الكلاسيكية القديمة أو العصر الكلاسيكي، يستخدم هذا المصطلح ليصف فترة من تاريخ الثقافة أو المعرفة البشرية تمتدُّ بين القرن الثامن قبل الميلاد والقرن الخامس أو السادس الميلادي تركَّزت خصوصاً في منطقة حوض البحر الأبيض المتوسط.
ازدهرت في هذه الفترة حضارات الإغريق و روما القديمة وتعرف أحياناً باسم العالم اليوناني الروماني والتي قادت التطور المعرفي والثقافي في تلك العصور وتركت تأثيراً كبيراً في جميع أنحاء أوروبا وشمال إفريقيا وغرب آسيا.
تعتبر الملاحم الشعرية اليونانيَّة التي كتبها هوميروس هي البداية الفعليَّة للعصور الكلاسيكيَّة (ظهرت بين القرن الثامن إلى السابع قبل الميلاد) وتستمرُّ مع ظهور وانتشار الديانة المسيحيَّة وانحطاط الإمبراطوريَّة الرومانيَّة (القرن الخامس الميلادي) وتنتهي مع بداية العصور الوسطى (القرن السادس إلى العاشر الميلادي)، هذه الفترة الزمنية الطويلة والدول مترامية الأطراف احتوت نموذجاً فريداً من الثقافة البشرية، اختصرها إدغار آلان بو بقوله: إنَّها تمثِّل المجد الذي كان في اليونان والعظمة التي كانت في روما.
سيطرت الثقافة الإغريقيَّة مع بعض التأثيرات من الشرق الأدنى على العالم القديم، وأصبحت الأساس الذي قامت عليه الفنون والفلسفة والعلوم حتى ظهور الإمبراطورية الرومانية، لقد حافظ الرومان على ثقافة الإغريق ونشروها وأضافوا عليها وتمكَّنوا من منافستها أيضاً ممَّا أدى لانتشار اللغة اللاتينية وأصبح العالم في العصور الكلاسيكيَّة ثنائي اللغة: يوناني - لاتيني، كان تأثير الثقافة اليونانية الرومانية كبيراً جداً على اللغة والسياسة والقانون والفلسفة وأنظمة التعليم والشعر والبلاغة والتاريخ والحروب والفن والهندسة المعمارية والعلوم ككل، وعلى أساس هذه الثقافة قامت حركة الإحياء بدايةً من القرن الرابع عشر في أوروبا والتي عُرفت لاحقاً باسم عصر النهضة، وعلى أساسها أيضاً قامت النهضة الكلاسيكية الجديدة في القرنين الثامن والتاسع عشر.

## العصور القديمة
تُحدَّد الفترة الأقدم من العصور الكلاسيكية بما قبل ظهور المصادر أو الكتابات التاريخية أي تقريباً بعد انتهاء العصر البرونزي، ويمكن القول أنَّها ترجع إلى القرنين الثامن والسابع قبل الميلاد، يُفترض أنَّ الشاعر الإغريقي الشهير هوميروس عاش في القرن الثامن أوالسابع قبل الميلاد وغالباً ما تعتبر حياته بداية للعصور الكلاسيكية القديمة، من العلامات الفارقة في هذه الفترة أيضاً الألعاب الأولمبية القديمة في اليونان التي بدأت قرابة 776 قبل الميلاد.

### الفينيقيون والقرطاجيون
بدأ توسُّع الفينيقيين وانتشارهم انطلاقاً من موانئ كنعان وبحلول القرن الثامن قبل الميلاد سيطروا بشكل كامل تقريباً على التجارة في البحر الأبيض المتوسط، في عام 814 ق.م تأسست قرطاج وفي عام 700 ق.م كان القرطاجيُّون قد أقاموا معاقل قوية لهم في صقلية وسردينيا وإيطاليا، وأثار هذا التوسع الكبير العداء مع روما لاحقاً.

### اليونان
شهدت اليونان في العصور الكلاسيكية القديمة صعود الديمقراطية وتطوَّراً كبيراً في النظرية السياسيَّة والفلسفة والشعر والمسرح وتنشيط اللغة اليونانية المكتوبة التي اضمحلَّت في العصور المظلمة، وبرز النمط الشرقي في فن البناء والعمارة اليوناني في هذه الفترة وزاد تأثير الفنون المصرية والفينيقية والسورية بشكلٍ كبير.

### إيطاليا في العصر الحديدي
سيطر الأتروسكانيين (قدماء الرومان) على أغلب إيطاليا في أواخر القرن السابع قبل الميلاد وشكَّلوا نخبة أرستقراطية حكمت البلاد من خلال سلطة ملكية مطلقة، ويبدو أنَّهم فقدوا السلطة في أواخر القرن السادس قبل الميلاد، وفي هذه المرحلة أعادت القبائل الإيطالية الأصلية السيطرة على إيطاليا وأنشأت حكومة جمهورية قيَّدت كثيراً من سلطة الحكَّام.

### المملكة الرومانية
تأسَّست مدينة روما وفقاً للأسطورة الشهيرة في 21 أبريل 753 قبل الميلاد على يد التوأم رومولوس ورموس حفيدا أمير طروادة أينياس ، وبحسب الأسطورة ذاتها كانت روما اللاتينيَّة لا تحتوي على نساء أبداً فقام رجالها بسرقة النساء العوانس من قبيلة سابيون الإيطاليَّة خلال أحد المهرجانات وهكذا اندمج اللاتين مع سكان إيطاليا الأصليين ونشأت المملكة الرومانيَّة القديمة.
تُظهر الحفريات والنقوش الأثريَّة أنَّ الاستيطان الروماني لإيطاليا بدأ في منتصف القرن الثامن قبل الميلاد، على الرغم من أنَّ العديد من المستوطنات في منطقة هضبة بالاتين قد تعود للقرن العاشر قبل الميلاد.
كان لوكيوس تاركوينيوس سوبربوس سابع وآخر ملوك روما القديمة، ويعتبر ملكاً من أصول أتروسكانيَّة وفي عهده وصلت سلطة الأتروسكانيين إلى ذروتها.
انحاز سوبربوس للأتروسكانيين ضدَّ سكان إيطاليا الأصليين ودمَّر معابدهم وهدم أضرحتهم ممَّا أثار غضب سكان روما، وزاد العداء عندما اغتصبت لوكريتيا على يد أحد الأرستقراطيين الرومان، كانت لوكريتيا قريبة السيناتور ماركوس بروتوس أحد أعضاء مجلس الشيوخ والذي قاد الثورة ضد الملك سوبربوس، انتهى الأمر عام 510 ق.م عندما صوت مجلس الشيوخ على طرد الملك سوبربوس من روما وإقامة حكومة جمهورية.

## الفترة اليونانية الكلاسيكية
تشغل الفترة الكلاسيكيَّة اليونانيَّة القديمة أغلب القرنين الخامس والرابع قبل الميلاد، ويمكن تحديدها خصوصاً من سقوط الطاغية الأثيني هيبياس على يد ملك أسبارطة كليمينيز الأول عام 510 ق.م إلى موت الإسكندر الأكبر 323 ق.م.
فيما بعد قامت الحروب اليونانيَّة الفارسية 499 ق.م – 449 ق.م والتي أدت لتحرير اليونان ومقدونيا من الحكم الفارسي وسيطرة أثينا على مدن الحلف الديلي (رابطة مكونة من عشرات المدن اليونانية المتحالفة)، تعاظم نفوذ أثينا أدى لصدامها مع أسبارطة ومدن الحلف البيلوبونيزي واشتعال الحرب البيلوبونيسية 431 ق.م – 404 ق.م والتي انتهت بانتصار أسبرطة.
في القرن الرابع قبل الميلاد سيطرت أسبرطة على اليونان، ولكن بحلول 395 ق.م بدأت أسبارطة تفقد تفوقها البحري لصالح أثينا وأرغوس وكورنث وتحدَّت هذه المدن الهيمنة الأسبارطية في الحرب الكورنثيَّة والتي انتهت بشكل غير حاسم عام 387 ق.م، تبادلت مدن الإغريق السيطرة فيما بينها حتى ظهرت مقدونيا أخيراً كأكبر قوة في المنطقة عام 346 ق.م.
توسَّع النفوذ المقدوني تحت حكم فيليب الثاني 359 ق.م – 336 ق.م، واستطاع ابنه الإسكندر الأكبر 356 ق.م – 323 ق.م أن يمدَّ النفوذ المقدوني ليس إلى دول اليونان فقط بل إلى أراضي الإمبراطورية الفارسية ومصر والهند والشرق الأقصى، ومع وفاة الإسكندر عام 323 ق.م وانقسام إمبراطوريَّته الواسعة تنتهي الفترة الكلاسيكة اليونانيَّة.

## العصر الهلنستي
ترتبط الفترة الهلنستية بصعود مقدونيا وفتوحات الإسكندر الأكبر، حيث أصبحت اللغة اليونانيَّة لغة عالمية وتفاعلت الثقافة اليونانية مع ثقافات بلاد فارس ومصر والشرق الأقصى وكلُّ ذلك ساهم في حدوث تقدُّم كبير في الفلسفة والجغرافيا وعلم الفلك والرياضيات وسائر العلوم، وحمل لواء هذا التقدم العلمي تلاميذ أرسطو، وانتهت الفترة الهلنستية مع صعود الجمهورية الرومانية إلى قوة عظمى في القرن الثاني قبل الميلاد والفتح الروماني لليونان عام 146 ق.م.

## الجمهورية الرومانية
يستمر عصر الجمهورية الرومانية من الإطاحة بالملكيَّة في روما القديمة عام 509 ق.م وحتى 450 سنة لاحقة، نهضت روما بشكل تدريجي بعد سلسة من الحروب الأهلية والنزاع على السلطة وأصبحت لاحقاً القوة المهيمنة على إيطاليا والعالم، جعل الانتصار الروماني في الحرب البونيقية والحرب المقدونية روما كقوة عظمى بحلول القرن الثاني قبل الميلاد، تبعها الاستحواذ على اليونان وآسيا الصغرى، هذه القوة العسكرية الهائلة لم تكن مصحوبة باستقرار اقتصادي واجتماعي ممَّا أدى لظهور مؤامرات داخلية وحروب أهلية وأخيراً تحوَّلت الجمهورية الرومانية إلى الإمبراطوريَّة الرومانية في القرن الأول قبل الميلاد.

## الإمبراطورية الرومانية

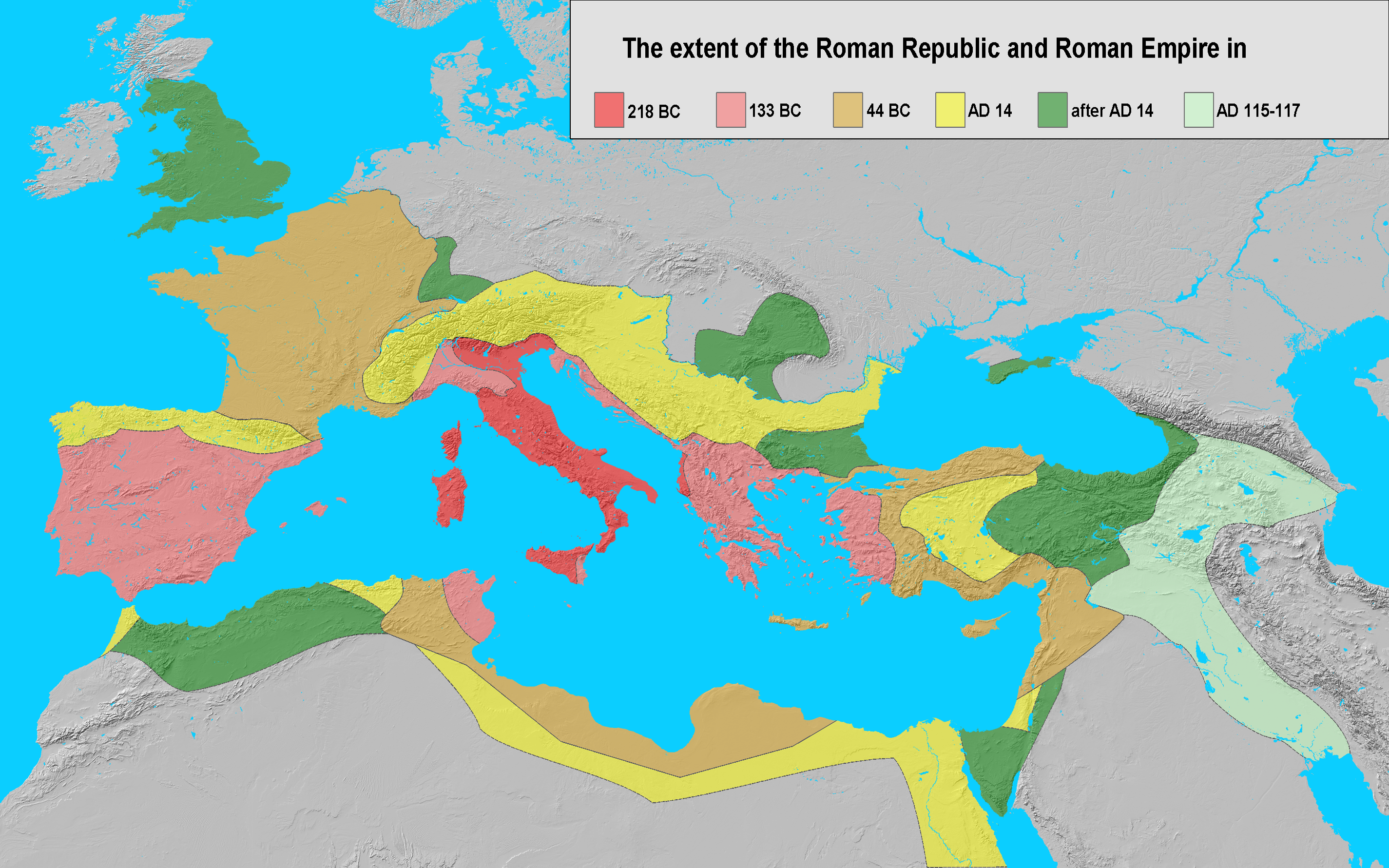
امتداد الإمبراطورية الرومانية في 218 م

إنَّ تحديد نهاية الجمهورية الرومانية بشكل دقيق محل خلاف بين المؤرِّخين المعاصرين، وحتى مواطنوا روما لم يعترفوا في ذلك الوقت بزوال الجمهورية، وأكَّد الأباطرة الأوائل أنَّهم حماة ورعاة للجمهورية من خلال سلطاتهم الاستثنائية المطلقة، وسوف تعود روما في نهاية المطاف إلى شكلها الجمهوري الكامل، وقد استمرت الدولة الرومانية بوصف نفسها كجمهورية طوال استخدامها للغة اللاتينية كلغة رسمية.
على كل حال سيطر الطابع الإمبراطوري على روما بدءاً من القرن الأول قبل الميلاد، وازدادت قوتها ونفوذها بشكل تدريجي وبلغت ذروة اتساعها في عصر تراجان 117 م حيث سيطرت على البحر الأبيض المتوسط بشكل كامل إضافةً لبلاد الغال وجرمانيا وبريطانيا والبلقان وآسيا الصغرى والقوقاز وبلاد ما بين النهرين، تأثرت الثقافة الرومانية بالثقافات الشرقيَّة خصوصاً مع ظهور وانتشار المسيحيَّة.
كان النظام العائلي مختلفاً في روما الكلاسيكيَّة عنه في اليونان الكلاسيكيَّة بشكلٍ كبير فالآباء تمتَّعوا بسيطرة مطلقة على الزوجات والأولاد إلى حدّ العبودية تقريباً، وتشير كلمة عائلة بالرومانية Famiglia إلى الأفراد الخاضعين إلى سيطرة رب الأسرة وتشمل أفراد العائلة والعبيد والخدم، سُمح بالطلاق لأول مرة في روما ابتداءاً من القرن الأول قبل الميلاد وكان حقاً لكلٍّ من الرجل والمرأة.

## الإحياء السياسي
عندما أصبحت روما إمبراطوريَّة عالمية كانت تُحكم من خلال اتحاد سياسي قوي بين الإمبراطور والأسقف المسيحي الأكبر، وهذا ما جعل سلطة الأباطرة إلهيَّة ومطلقة وغير محدودة، هذا الاتحاد أثبت فعاليَّةً كبيرة في توطيد دعائم الحكم وبقيت جذوره مترسّخة حتى بعد سقوط روما وزوال السلطة الإمبراطوريَّة في العالم الغربي وتمثَّل ذلك بتتويج شارلمان كإمبراطور للإمبراطوريَّة الرومانية المُقدسة عام 800 م.
ولكن في الشرق استمرَّ هذا النموذج في الحكم في القسطنطينية طوال العصور الوسطى، فالإمبراطور البيزنطي كان بمثابة ملك للعالم المسيحي بكامله وبطريرك القسطنطينية كان رجل الدين الأعلى مرتبةً في الإمبراطورية المسيحية ولكنَّه كان تابعاً للإمبراطور الذي هو نائب الله في الأرض، استمرَّ البيزنطيُّون الناطقون باليونانية بتسمية أنفسهم بالرومان حتى إنشاء دولة اليونان الحديثة عام 1832م.
بعد سقوط القسطنطينية عام 1453، ادعى القيصر الروسي بأنَّه حامل لواء المسيحية، ووُصفت موسكو بأنها روما الثالثة وحكم القياصرة فيها كأباطرة يُعيَّنون إلهياً حتى قيام الثورة الشيوعية في بداية القرن العشرين.
لقد حافظت البابويَّة والكنيسة الكاثوليكية بشكل خاص على اللغة اللاتينية وحملت لواء الثقافة ومحو الأمية لقرون طويلة، وحملت الإرث الحضاري الأوروبي الموحَّد حتى بعد اختفاء الوحدة السياسية لأوروبا، على الرغم من ذلك استمرَّت الفكرة السياسية للإمبراطور في الغرب متأثِّرةً بالإمبراطوريَّات في الشرق وتمَّ إحياؤها بتتويج شارلمان عام 800م، وقد حكمت الإمبراطورية الرومانية المقدسة وسط أوروبا حتى عام 1806.
تأثَّرت أوروبا في عصر النهضة بالكلاسيكيَّة الرومانيَّة وخصوصاً في سياسة أوروبا في القرنين الثامن والتاسع عشر، وكان لها أيضاً تأثير كبير في الآباء المؤسِّسين للولايات المتحدة الأمريكية ويبدو ذلك واضحاً من خلال الدستور الأمريكي الذي وصف أمريكيا بالجمهورية وأقام مجلس شيوخ ورئيس وكلُّها مصطلحات لاتينيَّة رومانية بدلاً من المصطلحات الإنجليزيَّة كالكومنولث والبرلمان.
حصل ذلك أيضاً في فرنسا في عصر الثورة وتحت حكم نابليون، لقد اعتمدت الدولة الفرنسية الناشئة النظام الجمهوري وأشادت بالأساليب العسكريَّة الرومانيَّة وعادت الفنون والعمارة الرومانيَّة لتظهر من جديد، حتى أنَّ نظام الحكم في فرنسا والذي تحوَّل من الملكيَّة إلى الجمهوريَّة إلى الديكتاتوريَّة ومن ثمَّ إلى الإمبراطوريَّة يشبه وبشكل تام ومدهش المراحل السياسية التي مرَّت بها روما في العصور القديمة.